# Papyrus 96
Papyrus 96 (nach Gregory-Aland mit Sigel {\displaystyle {\mathfrak {P}}}96 bezeichnet) ist eine frühe griechisch-koptische Abschrift des Neuen Testaments. Mittels Paläographie wurde es auf das 6. Jahrhundert datiert.

## Beschreibung
Dieses Papyrusmanuskript des Evangelium nach Matthäus enthält nur die Verse 1,13–2,1.

## Text
Der griechische Text des Kodex repräsentiert den Alexandrinischen Texttyp.

## Aufbewahrungsort
Die Handschrift wird zurzeit in der Österreichischen Nationalbibliothek  unter der Signatur Pap. K 7244 in Wien aufbewahrt.